# 巴姑乡
巴姑乡，是中华人民共和国四川省凉山彝族自治州雷波县下辖的一个乡镇级行政单位。2020年6月，撤销斯古溪乡，将其所属行政区域划归巴姑乡管辖。

## 行政区划
巴姑乡下辖以下地区：
巴姑村、米西洛村、建设村和花椒村。